# Boxborough
Boxborough est une municipalité du Comté de Middlesex au Massachusetts, fondée en 1680.
Sa population était de 4 996 habitants en 2010.

## Localisation
|                              | Littleton  |       |
| Harvard (Comté de Worcester) | Boxborough | Acton |
|                              | Stow       |       |

## Personnalité
- Le hockeyeur Bob Sweeney est né à Boxborough.